# Florida-boomet 1926
Florida-boomet 1926 er betegnelsen for en grundspekulationsbølge, der ramte den amerikanske delstat Florida i 1920'erne, og som sluttede brat 1926.
I 1920'erne nærede den amerikanske befolkning et stort ønske om at blive rige meget hurtigt og helst med så lille indsats af fysisk arbejde som muligt. I de samme år var den amerikanske velstand voksende, og der var derfor folk, som mente, at en del af denne velstand ville blive investeret i kystegnene i Florida, der med sit milde vejrlig og gode badestrande syntes egnet til opholdssted for feriegæster fra de nordlige delstater. Som følge heraf begyndte jordpriserne i og omkring Miami, Miami Beach, Coral Gables og langs hele østkysten nordpå indtil Palm Beach at stige. Spekulanter fandt her hurtigt et objekt, der syntes egnet til hurtig fortjeneste, og følgen blev en veritabel spekulationsbølge.
Først og fremmest blev jorden udstykket i små jordstykker, der derefter kunne sælges. Eftersom efterspørgslen var meget stor, steg værdien af disse jordlodder temmelig hurtigt og nåede efter datidens forhold anseelige højder: inden for en omkreds af 60 km fra Miami blev indlandslodder solgt for mellem 8.000 og 20.000 dollars, kystnære lodder for 15.000 til 25.000 dollars, og egentlige strandgrunde fra 20.000 til 75.000 dollars. De jordhandler, der således skete, var dog ikke reelle. Man solgte med 10% i udbetaling og gik snart over til at anvende "binders": det var ikke selve jorden, der blev købt, men alene retten til at købe jorden til en fast pris, der blev købt og solgt. Derved fik "bindere" værdi som spekulationsobjekt, idet de på grund af de stigende priser efter kort tid kunne sælges til deres nye og højere værdi, det vil sige, at jordspekulanten indkasserede ved salget den i mellemtiden indtrådte værdistigning.
Grundspekulationen tog et afgørende opsving i løbet af 1925: stadig flere jordlodder blev udstykket og i stigende afstand fra kysten. Selv jorder, der var uegnede til bebyggelse – moser, sumpe og kratskove – blev inddraget i spekulationen. Omfanget af transporten til Florida af udstyr til fremme af spekulationen blev i efteråret så stor, at jernbanerne i efteråret så sig nødsaget til at indføre forbud mod fragt af mindre væsentligt gods.
I foråret 1926 begyndte efterspørgslen imidlertid at aftage, men i første omgang lykkedes det ejendomsspekulanterne ved deres reklamevirksomhed at holde spekulationsbølgen vedlige. I efteråret 1926 ramtes Florida imidlertid af to orkaner, hvoraf den værste den 18. september kostede omkring 400 mennesker livet, rev tage af husene og oversvømmede Miamis gader. Det bragte en ende på spekulationsiveren, og i den følgende tid skete stribevis af betalingsstop, der i kraft af den særegne måde, man havde udformet spekulationen på, ofte bragte grundene tilbage til de landmænd, der oprindelig havde solgt dem. Omfanget af den spekulation, der havde været, kan belyses ved, at i 1925 udgjorde den samlede bankclearing 1.066.528.000 dollars, i 1928 kun 143.364.000 dollars.